# Рим (Бузет)
Рим — населённый пункт в Хорватии, входит в город Бузет.
В 2011 году в нём жило 36 человек.

## Демография
| 1948 | 1953 | 1961 | 1971 | 1981 | 1991 |
| ---- | ---- | ---- | ---- | ---- | ---- |
| 79   | 63   | 47   | 36   | 26   | 21   |